# Bistum Rajkot
Das Bistum Rajkot (lateinisch Dioecesis Raikotensis) ist ein Bistum der mit der römisch-katholischen Kirche unierten syro-malabarischen Kirche mit Sitz in Rajkot in Indien. Es umfasst die Distrikte Amreli, Bhavnagar, Jamnagar, Junagadh, Porbandar, Rajkot, Surendranagar und Kachchh im indischen Bundesstaat Gujarat.

## Geschichte
Papst Paul VI. gründete es mit der Apostolischen Konstitution De recta fidelium am 26. Februar 1977 aus Gebietsabtretungen des Bistums Ahmedabad und unterstellt es dem Erzbistum Bombay als Suffragandiözese.
Am 11. November 2002 wurde es ein Teil der Kirchenprovinz des Erzbistums Gandhinagar.

## Bischöfe von Rajkot
- Jonas Thaliath CMI (26. Februar 1977 – 7. November 1981)
- Gregory Karotemprel CMI (22. Januar 1983 – 16. Juli 2010)
- José Chittooparambil CMI (seit 16. Juli 2010)